# Beinhaus Guimiliau (Ste-Anne)

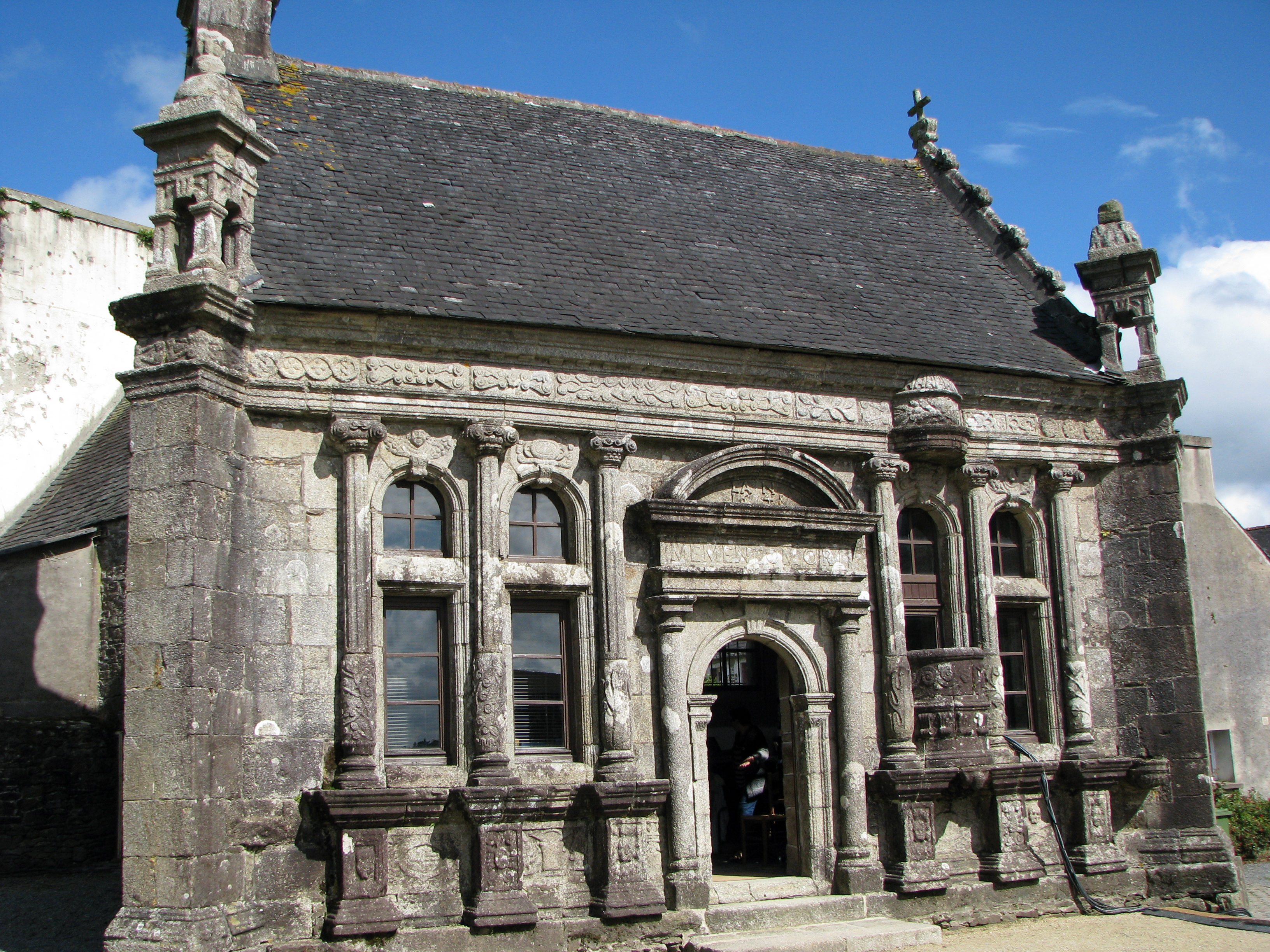
Beinhaus in Guimiliau

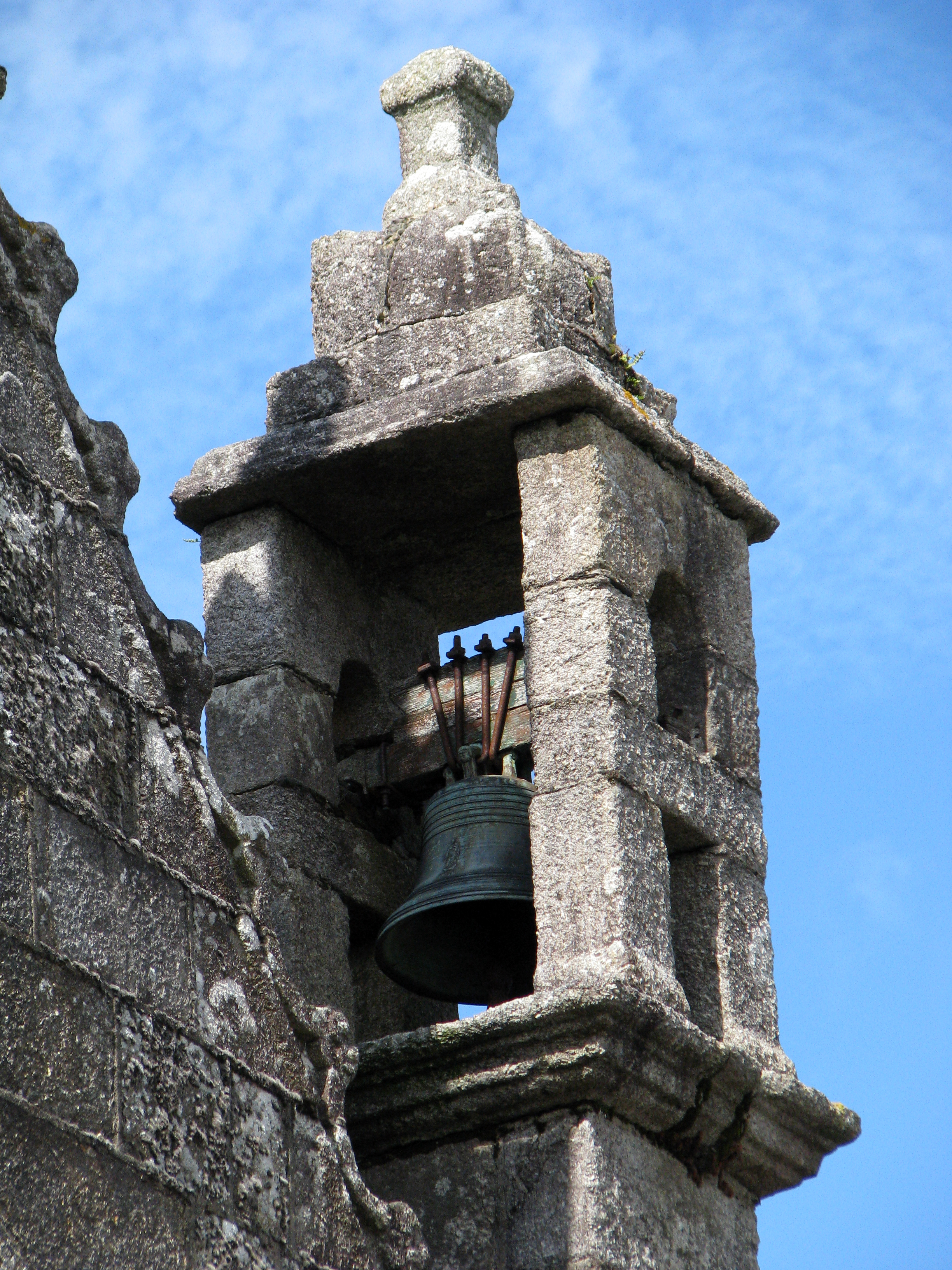
Glocke

Das Beinhaus in Guimiliau, einer französischen Gemeinde im Département Finistère in der Region Bretagne, wurde 1648 errichtet. Im Jahr 1906 wurde das Beinhaus neben der Kirche St-Miliau als Teil des Umfriedeten Pfarrbezirks als Monument historique in die Liste der Baudenkmäler in Frankreich aufgenommen.
Das Gebäude aus heimischem Granit besitzt an der Südseite ein schmuckvolles Portal, das von zwei Säulen gerahmt und von einem Rundgiebel bekrönt wird. Über dem Portal ist die Inschrift „MEMENTO MORI“ (lat. Sei dir der Sterblichkeit bewusst) eingemeißelt.
Jeweils zwei gekuppelte Rundbogenfenster befinden sich rechts und links des Eingangs. Nachdem das Beinhaus zur Kapelle Ste-Anne umgenutzt wurde, baute man in das Fenster rechts des Eingangs eine Kanzel ein.  
Das Satteldach ist mit Schieferplatten gedeckt, auf einer Giebelspitze und an den südlichen Giebelecken sind rechteckige Dachreiter angebracht.